# Shintarō Mochizuki
Shintarō Mochizuki (望月 慎太郎?, Mochizuki Shintarō; Kawasaki, 2 giugno 2003) è un tennista giapponese.
I suoi migliori ranking ATP sono stati il 123º posto in singolare raggiunto nel luglio 2025 e il 371º in doppio nell'ottobre 2021.

## Carriera

### Junior
Mochizuki ha avuto un'ottima carriera a livello juniores, ha raggiunto la semifinale del Roland Garros 2019 e il mese successivo ha conquistato il titolo a Wimbledon, primo giapponese a riuscire nell'impresa. Grazie a questi risultati si è guadagnato la prima posizione del ranking di categoria.
A fine anno ha contribuito alla conquista della Coppa Davis Junior per il suo paese.

### Professionista
Ha vinto otto titoli di doppio nel circuito ITF e due nei Challenger, a cui si aggiungono  due titoli di singolare nel Challenger.
Nel 2023 ha superato le qualificazioni per Wimbledon, dove ha esordito nei tornei Grande Slam, venendo sconfitto in tre set da Tommy Paul. In ottobre è riuscito ad avanzare fino alla semifinale dell'ATP 500 di Tokyo eliminando sulla sua strada il top-10 Taylor Fritz.
Nella stagione 2024 ha ottenuto le qualificazioni sia agli Australian Open che al Roland Garros, venendo eliminato in entrambe le occasioni all'esordio nel tabellone principale rispettivamente da Tomáš Macháč e Hubert Hurkacz.
L'anno successivo ha iniziato con la vittoria al Challenger Internationaux de Nouvelle-Calédonie, mentre a febbraio ha conquistato il doppio a Chennai in coppia con il giapponese Kaito Uesugi.

## Statistiche

### Tornei minori

#### Singolare

##### Vittorie (2)
| Legenda tornei minori |
| Challenger (2)        |
| Futures (0)           |

| N. | Data           | Torneo                                      | Superficie  | Avversario in finale  | Punteggio |
| 1. | 9 aprile 2023  | Open Barletta, Barletta                     | Terra rossa | Santiago Fa Rodríguez | 6–1, 6–4  |
| 2. | 4 gennaio 2025 | Internationaux de Nouvelle-Calédonie, Numea | Cemento     | Moerani Bouzige       | 6–1, 6–3  |

##### Finali perse (1)
| Legenda tornei minori |
| Challenger (0)        |
| Futures (1)           |

| N. | Data        | Torneo                           | Superficie  | Avversario in finale | Punteggio   |
| 1. | agosto 2021 | Grodzisk Mazowiecki M15, Polonia | Terra rossa | Zsombor Piros        | 3–6, 6(3)–7 |

#### Doppio

##### Vittorie (10)
| Legenda tornei minori |
| Challenger (2)        |
| ITF (8)               |

| N.  | Data            | Torneo                                   | Superficie  | Compagno                      | Avversari in finale                 | Punteggio           |
| 1.  | agosto 2019     | M15 Cancún, Messico                      | Cemento     | Thiago Agustín Tirante        | Isaac Stoute Brandon Walkin         | 6(4)–7, 7–5, [10–4] |
| 2.  | ottobre 2019    | M15 Changwon, Corea del Sud              | Cemento     | Naoki Nakagawa                | Chung Hong Lee Jea-moon             | 6–4, 6–4            |
| 3.  | gennaio 2020    | M15 Cancún, Messico                      | Cemento     | Alejo Lorenzo Lingua Lavallén | Jordi Arconada Tanner Smith         | ritiro              |
| 4.  | ottobre 2020    | M15 Sharm el-Sheikh, Egitto              | Cemento     | Rio Noguchi                   | Gijs Brouwer Ryan Nijboer           | 6–2, 7–5            |
| 5.  | novembre 2020   | M15 Santo Domingo, Repubblica Dominicana | Cemento     | Nick Hardt                    | Gonzalo Lama Antonio Cayetano March | 6–3, 6–3            |
| 6.  | dicembre 2020   | M15 Santo Domingo, Repubblica Dominicana | Cemento     | Nick Hardt                    | Nick Chappell Keegan Smith          | 4–6, 7–6(2), [10–5] |
| 7.  | aprile 2021     | M15 Antalya, Turchia                     | Cemento     | Rio Noguchi                   | Benjamin Hassan Constantin Schmitz  | 7–6(2), 6–2         |
| 8.  | agosto 2021     | M25 Dénia                                | Terra rossa | Facundo Diaz Acosta           | Andrey Chepelev Pawel Juszczak      | 7–5, 6–3            |
| 9.  | 4 febbraio 2023 | Tenerife Challenger II, Tenerife         | Cemento     | Christian Harrison            | Matteo Gigante Francesco Passaro    | 6–4, 6–3            |
| 10. | 9 febbraio 2025 | Chennai Open Challenger, Chennai         | Cemento     | Kaito Uesugi                  | Saketh Myneni Ramkumar Ramanathan   | 6–4, 6–4            |

##### Finali perse (1)
| Legenda tornei minori |
| Challenger (1)        |
| ITF (0)               |

| N. | Data          | Torneo                   | Superficie | Compagno             | Avversari in finale             | Punteggio            |
| 1. | febbraio 2020 | Morelos Open, Cuernavaca | Cemento    | Carlos Gómez-Herrera | Luke Saville John-Patrick Smith | 3–6, 7–6(4) , [5–10] |

## Vittorie contro giocatori top 10
| Anno     | 2023 | 2024 | Totale |
| -------- | ---- | ---- | ------ |
| Vittorie | 1    | 0    | 1      |

| #    | Giocatore    | Ranking | Evento            | Superficie | Turno | Punteggio        |
| ---- | ------------ | ------- | ----------------- | ---------- | ----- | ---------------- |
| 2023 |              |         |                   |            |       |                  |
| 1.   | Taylor Fritz | 10      | Japan Open, Tokyo | Cemento    | 2T    | 0–6, 6–4, 7–6(2) |